# Espúrio Fúrio Medulino Fuso
Espúrio Fúrio Medulino Fuso (em latim: Spurius Furius Medullinus Fusus) foi um político da gente Fúria nos primeiros anos da República Romana eleito cônsul em 481 a.C. com Cesão Fábio Vibulano. 

## Biografia
Um dos primeiros expoentes da gente Fúria, uma antiga gente de origem incerta, Espúrio foi eleito cônsul juntamente com Cesão Fábio Vibulano, já em seu segundo mandato, num momento difícil para a cidade, principalmente por causa da luta contra os équos e veios.
Durante seu mandato, reapareceram antigas tensões entre patrícios e plebeus. O tribuno da plebe Espúrio Licínio tentou forçar a aprovação de uma reforma agrária. Mas seus colegas apoiaram os cônsules e rejeitaram sua proposta em favor de um alistamento militar. Enquanto Cesão comandava a expedição contra os équos, Espúrio marchou contra os veios. Contudo, nada foi alcançado nesta campanha.
Dionísio de Halicarnasso, por outro lado, reporta que ele teria sido eleito como representante da plebe, que Espúrio teria marchado contra équos e Cesão, contra os veios. A campanha de Espúrio foi um sucesso, uma vez que os inimigos não ousaram confrontar-lo. Ainda assim, Espúrio acumulou uma grande quantidade de espólios, em dinheiro e escravos, que ele distribuiu entre seus próprios soldados, angariando grande apoio popular.